# دوري الدرجة الأولى الروماني 1955
دوري الدرجة الأولى الروماني 1955 (بالرومانية: Divizia A 1955)‏ هو الموسم 38 من  دوري الدرجة الأولى الروماني. أقيم خلال الفترة 6 مارس 1955 وحتى 30 نوفمبر 1955، وأشرف على تنظيمه اتحاد رومانيا لكرة القدم، وكان عدد الأندية المشاركة فيه  13، وفاز فيه دينامو بوخارست بعد أن لعب 24 مباراة وفاز بـ 15 منها.

## نتائج الموسم
| المركز | فريق           | لعب | ف  | ت | خ | له | عليه | ف.أ | نقاط | ملاحظة |
| ------ | -------------- | --- | -- | - | - | -- | ---- | --- | ---- | ------ |
| 1      | دينامو بوخارست | 24  | 15 | 7 | 2 | 42 | 19   | +23 |      |        |